# 陷脉鼠李
陷脉鼠李（学名：Rhamnus bodinieri），为鼠李科鼠李属下的一个植物种。